# Pardosa profuga
Pardosa profuga este o specie de păianjeni din genul Pardosa, familia Lycosidae. A fost descrisă pentru prima dată de Herman, 1879.
Este endemică în Ungaria. Conform Catalogue of Life specia Pardosa profuga nu are subspecii cunoscute.